# Cynortetta rugosa
Cynortetta rugosa is een hooiwagen uit de familie Cosmetidae.